# 王子狐
王子狐（？—？），姬姓，名狐，东周第一代天子周平王的王子，郑武公、郑庄公为平王卿士。平王想以虢公为卿士，郑庄公怨王，平王保证没有此事。于是在公元前720年，周、郑交质。王子狐到郑国为质，郑公子忽到周王室为质。这证明了天子权威的衰落。